# نووزرنه (کریمه)
نووزرنه (به لاتین: Novoozerne) یک منطقهٔ مسکونی در اوکراین است که در جمهوری خودمختار کریمه واقع شده‌است. نووزرنه ۶٫۳ کیلومتر مربع مساحت و ۴٬۹۹۸ نفر جمعیت دارد و ۲۰ متر بالاتر از سطح دریا واقع شده‌است.